# Sarah Cosmi
Sarah Cosmi (Venècia, 10 d'agost de 1974) és una actriu italiana.

## Carriera
Nascuda a Venècia, va començar a estudiar dansa als quatre anys i als quinze anys va debutar al musical "Benvenuti a Broadway" amb la participació de Raffaele Paganini. El 1991 va començar a treballar com a periodista esportiva i presentadora per a les emissores d'Umbria TeF i Umbria TV començant a fer-se notar en el món de l'entreteniment.
Després d'haver cedit la seva veu, entre d'altres, per al tema de la cançó del Festival del Giro de la cançó italiana i per al disc Never cry for boys editat a Suècia que arriba 18è lloc de la classificació, Sarah treballa com a corista a Rai Uno a  Numero 1  amb Pippo Baudo i al cinema amb Tinto Brass, actuant nua el 1995 a Fermo posta Tinto Brass i l'any 2003 com a coprotagonista, sempre nua, a Fallo! que també la donarà a conèixer als Estats Units, Espanya i alguns països de l'est. En l'onada d'aquest èxit Sarah és la protagonista del calendari 2004 de la revista "Boss", distribuïda per Edizioni Cioè, signada pel fotògraf Roberto Rocchi. Entre 1995 i 2004 apareixeria sovint nua en nombroses altres pel·lícules al costat d'actors com Massimo Wertmüller, Lorenzo Flaherty i Giorgio Faletti i en anuncis per a televisió, inclòs l'anunci de Chocofriends Bahlsen que li valdrà una nominació a Canes (publicitat).
El 2004 es va incorporar al grup de teatre còmic I Picari i va debutar com a protagonista femenina al Teatro dei Satiri amb la comèdia Vengo anch'io que posteriorment es porta de gira per Itàlia.
L'any 2005 va arribar a Mediaset per a alguns extres: a la telenovel·la Vivere i al programa de televisió Cronache marziane a Italia 1.
Al voltant de la mateixa època, la Sarah comença a estudiar la Bíblia. Aquests estudis la portaran a abandonar el món de l'entreteniment l'any 2005. Esdevé directora creativa d'una agència de publicitat i l'any 2012 va obtenir un Màster en Programació neurolingüística.

## Filmografia
- Fermo posta Tinto Brass, dirigida per Tinto Brass (1995)
- Delitti a luci rosse, dirigida per Pasquale Fanetti (1996)
- Intimate Crime (1997)
- Luogo per sognare, curtmetratge (1998)
- Viaggio a Livorno (1999)
- Tornare indietro, dirigida Renzo Badolisani (2002)
- Fallo!, episodi "Alibi", dirigida per Tinto Brass (2003)

## Programes de televisió
- Numero 1, Rai 1 (1994) (corista)
- Ragazza Più, TMC (1996)
- Intervista in TV, Telenord (1999)
- Cronache marziane, Italia 1 (2004-2005)
- Vivere, Canale 5 (2005)